# Deutsche Meisterschaften im Bahnradsport 2010

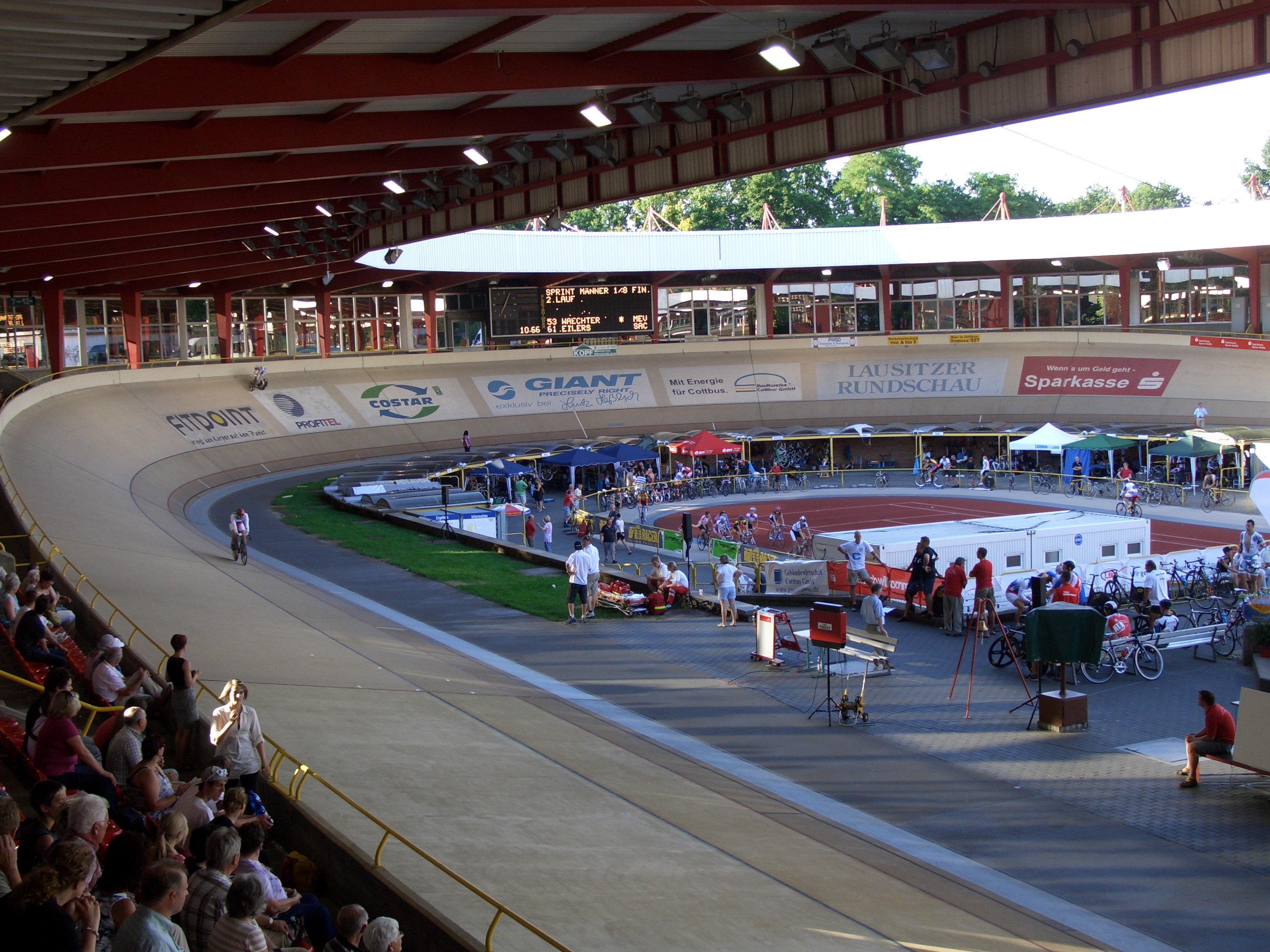
Der Innenraum des Radstadions Cottbus während der Meisterschaften

Die 124. Deutschen Meisterschaften im Bahnradsport fanden vom 7. bis 11. Juli 2010 im Cottbuser Radstadion statt.

## Ergebnisse

### Sprint
| Männer |                 |                    |
| #      | Name            | Verein/Team        |
|        | Tobias Wächter  | Schweriner SC      |
|        | Maximilian Levy | Équipe Cofidis     |
|        | René Enders     | RSC Turbine Erfurt |

| Frauen |                      |                    |
| #      | Name                 | Verein/Team        |
|        | Kristina Vogel       | RSC Turbine Erfurt |
|        | Christin Muche       | Chemnitzer PSV     |
|        | Sabine Bretschneider | Erkneraner RC 1996 |

### Keirin

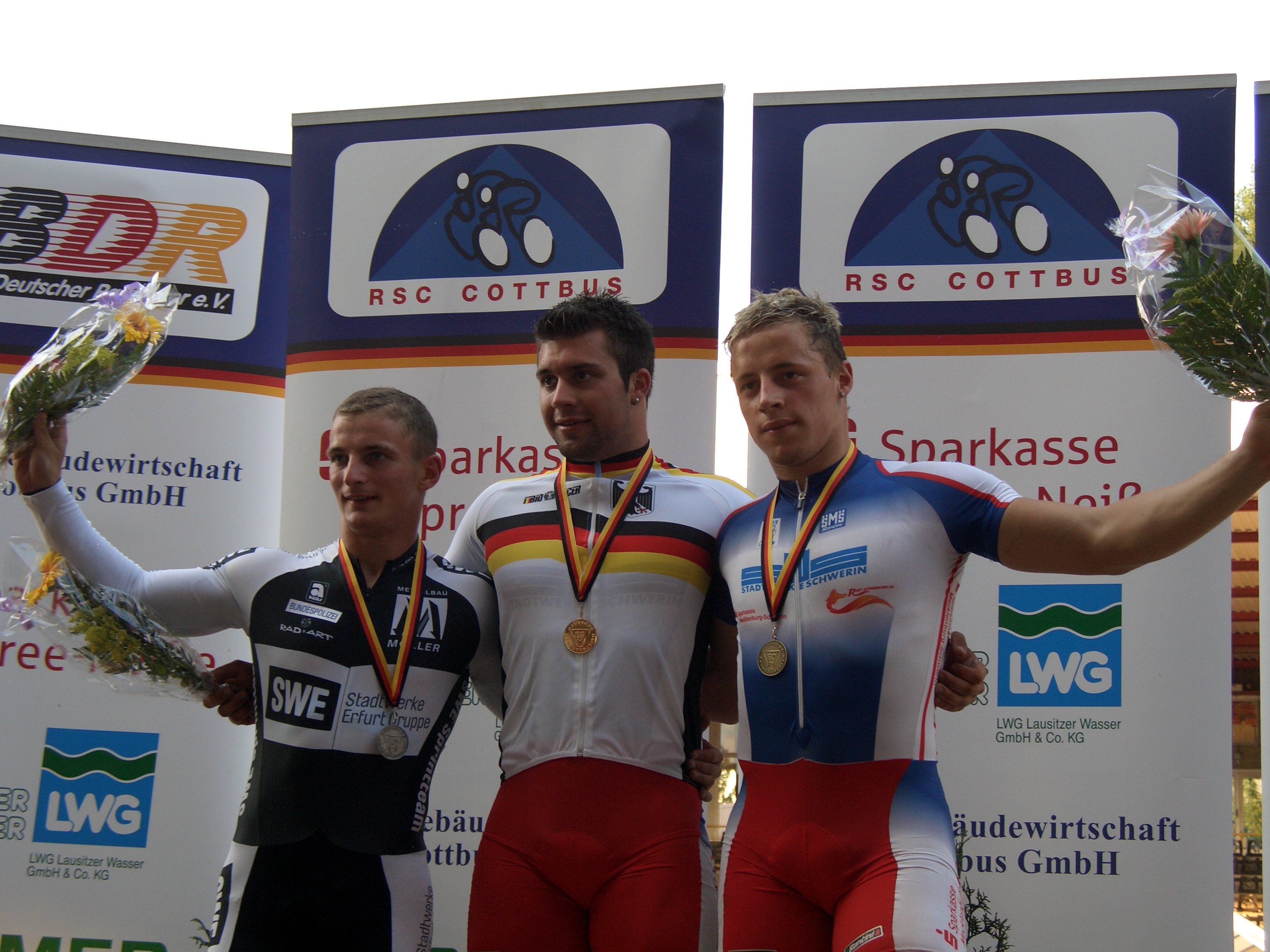
Tobias Wächter (M.) errang den Titel im Keirin

| Männer |                |                    |
| #      | Name           | Verein/Team        |
|        | Tobias Wächter | Schweriner SC      |
|        | René Enders    | RSC Turbine Erfurt |
|        | Marc Schröder  | Schweriner SC      |

| Frauen |                |                    |
| #      | Name           | Verein/Team        |
|        | Kristina Vogel | RSC Turbine Erfurt |
|        | Christin Muche | Chemnitzer PSV     |
|        | Charlene Delev | RSC Cottbus        |

### Teamsprint
| Männer |                                                    |                                              |
| #      | Name                                               | Verein/Team                                  |
|        | Tobias Wächter Marc Schröder Stefan Nimke          | Track Cycling Team/ Mecklenburg-Vorpommern I |
|        | Robert Förstemann Carsten Bergemann Joachim Eilers | Team Erdgas.2012                             |
|        | Erik Balzer Maximilian Levy Eric Engler            | Team Brandenburg I                           |

### Zeitfahren
| Männer (1000 Meter) |               |                |            |
| #                   | Name          | Verein/Team    | Zeit (min) |
|                     | Stefan Nimke  | PSV Schwerin   | 1:02,669   |
|                     | Eric Engler   | RSC Cottbus    | 1:04,507   |
|                     | Sascha Hübner | Chemnitzer PSV | 1:04,521   |

| Frauen (500 Meter) |                |                     |          |
| #                  | Name           | Verein/Team         | Zeit (s) |
|                    | Kristina Vogel | RSC Turbine Erfurt  | 35,407   |
|                    | Christin Muche | Chemnitzer PSV      | 36,871   |
|                    | Verena Jooß    | RC Friesenheim 1899 | 37,050   |

### Einerverfolgung
| Männer (4000 m) |                |                               |            |
| #               | Name           | Verein/Team                   | Zeit (min) |
|                 | Stefan Schäfer | LKT Team Brandenburg          | 4:37,786   |
|                 | Tobias Erler   | Tabriz Petrochemical CCN Team | 4:43,939   |
|                 | Johannes Kahra | LKT Team Brandenburg          | 4:38,790   |

| Frauen (3000 m) |                  |                      |            |
| #               | Name             | Verein/Team          | Zeit (min) |
|                 | Charlotte Becker | Cervelo Test Team    | 3:49,716   |
|                 | Lisa Brennauer   | Hitec Products       | 3:55,807   |
|                 | Madeleine Sandig | Equipe Noris Cycling | 3:52,715   |

### Mannschaftsverfolgung
| Männer |                                                                 |                         |
| #      | Name                                                            | Verein/Team             |
|        | Robert Bartko Stefan Schäfer Henning Bommel Johannes Kahra      | LKT Team Brandenburg I  |
|        | Leif Lampater Christian Grasmann Tobias Erler Benjamin Edmüller | RSV Irschenberg         |
|        | Marcel Kalz Thomas Juhas Tino Thömel Theo Reinhardt             | KED Bianchi Team Berlin |

### Punktefahren
| Männer |                    |                      |
| #      | Name               | Verein/Team          |
|        | Franz Schiewer     | LKT Team Brandenburg |
|        | Erik Mohs          | Team Nutrixxion      |
|        | Christian Grasmann | RSV Irschenberg      |

| Frauen |                  |                      |
| #      | Name             | Verein/Team          |
|        | Madeleine Sandig | Equipe Noris Cycling |
|        | Charlotte Becker | Cervelo Test Team    |
|        | Stephanie Pohl   | Equipe Noris Cycling |

### Zweier-Mannschaftsfahren (Madison)
| Männer |                                  |                                         |
| #      | Name                             | Verein/Team                             |
|        | Leif Lampater Christian Grasmann | RSV Irschenberg                         |
|        | Henning Bommel Franz Schiewer    | LKT Team Brandenburg                    |
|        | Marcel Barth Erik Mohs           | Thüringer Energie Team/ Team Nutrixxion |